# 滨海库普拉
滨海库普拉（義大利語：Cupra Marittima）是意大利阿斯科利皮切诺省的一个市镇。总面积17.19平方公里，人口5392人，人口密度313.7人/平方公里（2009年）。ISTAT代码为044017。